# Ústievoie
Ústievoie (en rus: Устьевое) és un poble (un possiólok) del krai de Kamtxatka, a Rússia, que el 2021 tenia 363 habitants. Pertany al districte de Sóbolevo.